# Camillo Filippi

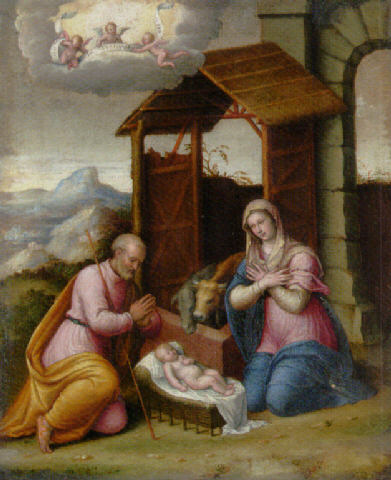
Natividad.

Camillo Filippi (Ferrara, c. 1500-Ferrara, 1574), pintor manierista italiano.

## Biografía
Hijo del también pintor Sebastiano Filippi el Viejo, comenzó su carrera como alumno de Battista Dossi y Girolamo da Carpi. Junto a este último maestro trabajó en la decoración de la Delizia de Voghiera. En este proyecto coincidió con otros artistas como Biagio Pupini o Garofalo, que ejerció una fuerte influencia sobre el joven Filippi.
El estilo juvenil de Filippi está muy cercano al de sus maestros, o sea, es de un fuerte rafaelismo, de una manera a veces demasiado literal. Continuó colaborando con Girolamo en diversas empresas decorativas, como el Castello Estense de Ferrara (1541 y 1548), la Residenza della Montagnola en Copparo (1545, destruida), o el Palazzo Fabiani Freguglia de Ferrara posteriormente.
Junto a Garofalo realizó los diseños para los tapices de la Catedral de Ferrara representando las Escenas de la Vida de los santos Jorge y Maurelio. Durante todos estos años su estilo resulta algo desvaído y monótono. Sin embargo, en la fase final de su carrera experimentó una revitalización de su arte, en buena parte debida al influjo de su hijo Sebastiano Filippi, conocido como Bastianino, artista mucho más dotado que su propio padre. El regreso de éste de Roma en 1553 supuso una renovación en los referentes usados hasta ese momento por su progenitor, que a partir de ahora será sensible a la obra de artistas como Michelangelo, Giorgio Vasari, Girolamo Siciolante da Sermoneta o Francesco Salviati, cuyos trabajos conoció gracias a una estancia en Bolonia.
Camillo tuvo otro hijo pintor, Cesare Filippi, a quien hasta hace poco se atribuía la predela con la Decapitación del papa Sixto II, perteneciente al Retablo de San Barnaba, obra de su padre.

## Obras destacadas
- Bautismo de Cristo (Accademia Concordi, Rovigo)
- Resurrección con santos (1550, Pinacoteca Nacional de Ferrara)
  - Predela: Decapitación del papa Sixto II (Colección privada)
- Escenas de la Vida de San Jorge y San Maurelio (Catedral de Ferrara), cartones para tapices, trabajo conjunto con Garofalo.
- Frescos del Palazzo Fabiani Freguglia (Ferrara)
- Adoración de los Reyes Magos (c. 1560, San Antonio, Polesine)
- Anunciación (Santa Maria in Vado, Ferrara)